# GJA1
GJA1 (англ. Gap junction protein alpha 1) – білок, який кодується однойменним геном, член сімейства коннексинів.
Коннексин 43 є компонентом щілинних контактів, які складаються з масивів міжклітинних каналів, що забезпечують шлях дифузії низькомолекулярних речовин з клітини до клітини. GJA1 є основним білком щілинних контактів у серці, які, як вважають, відіграють вирішальну роль у синхронному скороченні серця та ембріональному розвитку. Мутації в цьому гені  пов'язані з окуло-денто-дигітальною дисплазією, серцевими вадами розвитку, синдромом Халлерманна-Штрайффа.

## Структура
Ген GJA1 є членом сімейства коннексинів. Розташований у людей на короткому плечі 6 хромосоми. Довжина - 14,168 пар основ. Ген містить два екзони та один інтрон. Відповідний псевдоген без інтрону знаходиться на 5-тій хромосомі .
Коннексин – 43 – це білок, довжина якого становить 382 амінокислот, а молекулярна маса — 43 008 кДа.  Кодований геном білок за функцією належить до фосфопротеїнів. 
Локалізований у клітинній мембрані, клітинних контактах, ендоплазматичному ретикулумі.
Cx43 складається з внутрішньоклітинного N-кінця, чотирьох трансмембранних доменів, двох позаклітинних петель, однієї цитоплазматичної петлі та внутрішньоклітинного C-кінця.
Трансмембранні домени шести коннексинів можуть формувати гексамер – коннексон – спеціалізовану внутрішньоклітинну структуру, що оточує пору(напівканал).  Дві позаклітинні петлі формують дисульфідні зв’язки, які взаємодіють з двома гексамерами у мембранах сусідніх клітин для правильного стикування та формування завершеного щілинного контакту. Внутрішньоклітинна петля, як вважають, бере участь в регуляції проникності каналу.
Домен N-кінця бере участь у воротному механізмі каналів та олігомеризації і таким чином може контролювати переключення між відкритим та закритим станом каналу.
Хвіст С-кінця складається з 50-ти амінокислот і включає в себе сайти посттрансляційної модифікації та сайти зв’язування факторів транскрипції, елементів  цитоскелета, та інших білків. Як результат, хвіст С-кінця є дуже важливим для формування каналу та забезпечення таких функцій як pH–залежне регулювання зворотного механізму (канали закриваються при окисленні внутрішньоклітинного простору).
Регіон ДНК GJA1 гену, що кодує хвіст С- кінця, є високо консервативним, що вказує на високу стійкість до мутацій та на їх летальність, якщо вони все-таки відбуваються. 

Цитогенетичний локус гену GJA1 у людини: 6q22.31.
Ген в генетичній локації: локус, згідно з Ensembl, локація відповідно до GeneLoc

## Функція
Cx43 найбільш широко експресується серед сімейства коннексинів і виявляється у більшості типів клітин. Є основним білком щілинних контактів у серці, які, як вважають, відіграють вирішальну роль у синхронному скороченні серця.
Щільні контакти складаються з кластерів тісно упакованих пар трансмембранних каналів, коннексонів, які дозволяють пасивну дифузію молекул до 1 кДа, включаючи поживні речовини, метаболіти (глюкозу), іони (К +, Са2 +) та вторинні посередники (IP3, цАМФ).
Білок діє як негативний регулятор функціональної здатності сечового міхура: діє шляхом посилення міжклітинної електричної та хімічної передачі, таким чином підвищуючи чутливість м'язів сечового міхура до холінергічних нервових стимулів і змушуючи їх скорочуватись. 
Коннексин 43 виконує також функції, які  не пов'язані з формуванням каналу та не потребують обміну молекулами між сусідніми клітинами  чи між цитозолем та позаклітинним простором. Cx43 бере участь в ембріональному розвитку: експресується в точках контакту між радіальними волокнами глії та мігруючими нейронами,  супресія експресії порушує процес міграції нейронів до коркової пластинки. В цьому випадку щілинні контакти забезпечують адгезивні контакти. Адгезивні контакти через взаємодію з внутрішнім цитоскелетом мігруючого нейрону, забезпечують його стабілізацію вздовж радіальних волокон, а також подальшу транслокацію ядра. 

## Клінічне значення
Хвороби, пов'язані з GJA1, включають Окуло-денто-дигітальну дисплазію(ОДДД) та Синдактити ІІІ типу. 
Відповідно до розташування гену Cx43, локус ОДДД був віднесений до хромосоми 6q22-q24
ОДДД - це, перш за все, аутосомно-домінантне захворювання людини, з такими симптомами як вроджені черепно-лицеві деформації, аномалії зубів і очей і деформації кінцівок
На сьогоднішній день існує 73 відомі мутації Cx43, пов'язані з ОДДД, що призводять до мутаційної зміни в перших двох третіх амінокислотної послідовності Cx43 .
Роль в серцево-судинних захворюваннях. Cx43 у складі щілинних контактів бере участь в патологічному процесі ішемії-реперфузії через розповсюдження сигналів клітинної смерті та гіперскорочень. Негомогенні зміни в електричній провідності серед ішемічної тканини міокарду відіграють центральну роль у генезисі потенційно смертельних шлуночкових аритмій . Напівканали Cx43 призводять до набухання кардіоміоцитів під час ішемії . 
Проте нещодавно було показано, що коннексин 43 грає захисну роль в ішемічному прекондиціонуванні. Коннексин 43 локалізується в мітохондріях кардіоміоцитів та  модулює  мітохондріальну генерацію активних форм кисню, що грають ключову роль в прекондиційній сигналізації. З процесом старіння кількість коннексинів знижується, що може спричиняти втрату захисного ефекту. З’ясування ролі Сх43 в мітохондріях допоможе в подальшій розробці стратегій, спрямованих на обмеження клітинної смерті  і дисфункції при різних патологічних станах .
| 10         |  | 20         |  | 30         |  | 40         |  | 50         |
| ---------- |  | ---------- |  | ---------- |  | ---------- |  | ---------- |
| MGDWSALGKL |  | LDKVQAYSTA |  | GGKVWLSVLF |  | IFRILLLGTA |  | VESAWGDEQS |
| AFRCNTQQPG |  | CENVCYDKSF |  | PISHVRFWVL |  | QIIFVSVPTL |  | LYLAHVFYVM |
| RKEEKLNKKE |  | EELKVAQTDG |  | VNVDMHLKQI |  | EIKKFKYGIE |  | EHGKVKMRGG |
| LLRTYIISIL |  | FKSIFEVAFL |  | LIQWYIYGFS |  | LSAVYTCKRD |  | PCPHQVDCFL |
| SRPTEKTIFI |  | IFMLVVSLVS |  | LALNIIELFY |  | VFFKGVKDRV |  | KGKSDPYHAT |
| SGALSPAKDC |  | GSQKYAYFNG |  | CSSPTAPLSP |  | MSPPGYKLVT |  | GDRNNSSCRN |
| YNKQASEQNW |  | ANYSAEQNRM |  | GQAGSTISNS |  | HAQPFDFPDD |  | NQNSKKLAAG |
| HELQPLAIVD |  | QRPSSRASSR |  | ASSRPRPDDL |  | EI         |  |            |

A: Аланін

C: Цистеїн

D: Аспарагінова кислота

E: Глутамінова кислота

F: Фенілаланін

G: Гліцин

H: Гістидин

I: Ізолейцин

K: Лізин

L: Лейцин

M: Метіонін

N: Аспарагін

P: Пролін

Q: Глутамін

R: Аргінін

S: Серин

T: Треонін

V: Валін

W: Триптофан